# Mull of Oa

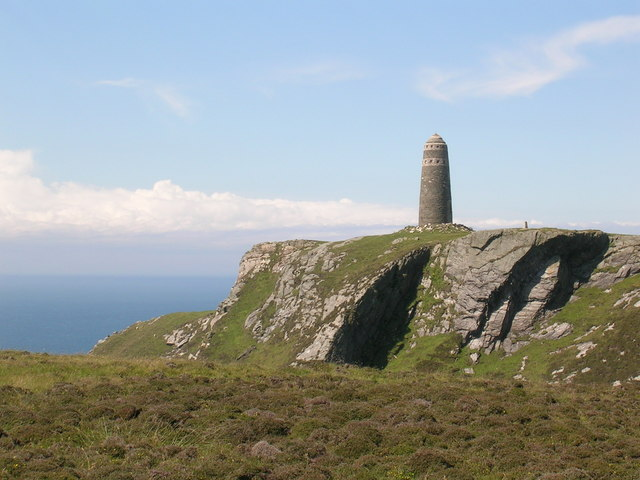
Mull of Oa

Die Mull of Oa (gälisch: Maol na h-Obha), historisch auch Mull of Kinoe genannt, ist ein Kap der Halbinsel Oa der schottischen Insel Islay. Das Kap ist maximal 150 m breit und ragt 200 m weit aus der Landmasse hervor. Es bildet den südöstlichen Abschluss der Meeresbucht Loch Indaal.
Ein Monument auf der Mull of Oa gedenkt dem Abschuss des Schiffes Tuscania und dem Untergang der Otranto vor der Küste während des Ersten Weltkriegs. Im Zweiten Weltkrieg trug ein Kriegsschiff der Royal Navy den Namen Mull of Oa (siehe auch: Liste historischer Schiffe der Royal Navy).